# سیاه‌مرغ جنوبی

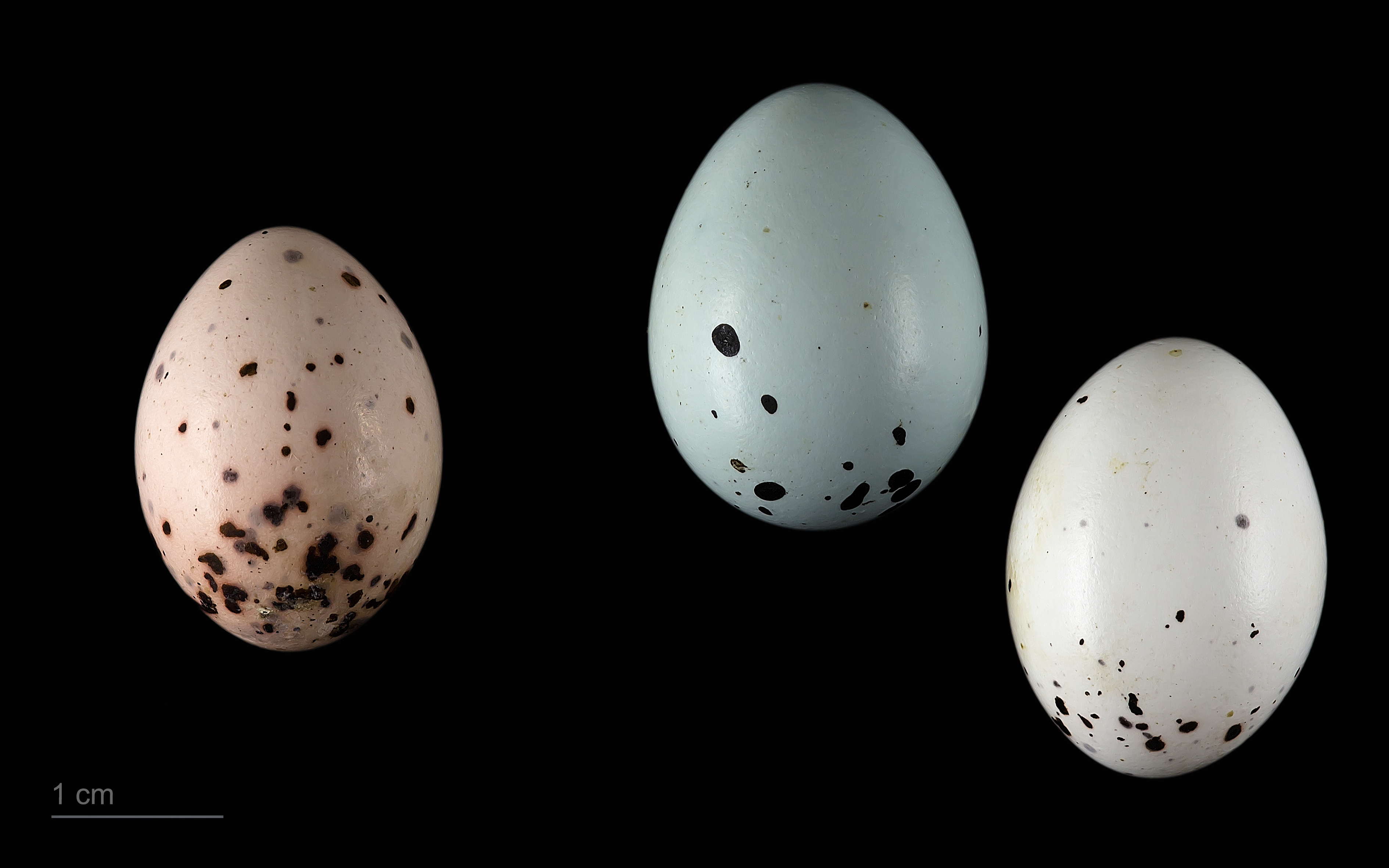
Molothrus bonariensis + Curaeus curaeus

سیاه‌مرغ جنوبی (نام علمی: Curaeus curaeus) نام یک گونه از تیره سیاه‌پره‌ایان است.